# Mood Ring (Lorde)
Mood Ring è un singolo della cantante neozelandese Lorde, pubblicato il 17 agosto 2021 come terzo estratto dal terzo album in studio Solar Power.

## Video musicale
Il videoclip ufficiale, diretto da Joel Kefali e Ella Yelich-O’Connor, è stato pubblicato sul canale Vevo della cantante contestualmente all'uscita del singolo.

## Tracce
Testi e musiche di Ella Yelich-O'Connor e Jack Antonoff.
1. Mood Ring – 3:45

## Formazione
Crediti adattati da Tidal.
Musicisti
- Lorde – voce
- Jack Antonoff – basso, chitarra elettrica, chitarra acustica, tamburi, percussioni, tastiera
- Phoebe Bridgers – cori
- Claire Cottrill – cori

Produzione
- Lorde – produzione
- Jack Antonoff – produzione
- Mark "Spike" Stent – missaggio
- Chris Gehringer – mastering
- Will Quinnell – mastering

## Classifiche
| Classifica (2021) | Posizione massima |
| ----------------- | ----------------- |
| Australia         | 29                |
| Canada            | 76                |
| Irlanda           | 44                |
| Nuova Zelanda     | 10                |
| Portogallo        | 141               |
| Regno Unito       | 48                |
| Stati Uniti       | 118               |